# Caprica (serial)
Caprica este un serial de televiziune știintifico-fantastic a cărui acțiune se petrece în universul ficțional din Battlestar Galactica.
O versiune extinsă a premierei (primele două episoade) a fost disponibilă descărcării de pe internet la 21 aprilie 2009. Primul sezon, compus din episodul pilot de două ore și încă nouăsprezece alte episoade a câte o oră, au început să fie transmise pe Syfy în Statele Unite începând cu 22 ianuarie 2010.
Serialul a fost anulat datorită audienței scăzute.

## Distribuția

### În rolurile principale
- Eric Stoltz este Daniel Graystone
- Esai Morales este Joseph Adama
- Paula Malcomson este Amanda Graystone
- Polly Walker este Sister Clarice Willow
- Alessandra Torresani este Zoe Graystone
- Magda Apanowicz este Lacy Rand
- Sasha Roiz este Sam Adama

### Invitați speciali și roluri secundare
- Brian Markinson este Jordan Duram
- Panou este Olaf Willow
- Scott Porter este Nestor[6]
- William B. Davis este Ministrul Apărării - Val Chambers
- Sina Najafi este William Adama
- Avan Jogia este Ben Stark
- Jorge Montesi este The Guatrau
- Hiro Kanagawa este Cyrus Xander
- Genevieve Buechner este Tamara Adama
- Anna Galvin este Shannon Adama
- Katie Keating este Caston
- Maggie Ma este un Membru al Echipajului
- Veena Sood este Secretarul de Stat al Apărării, Joan Leyte
- Patton Oswalt este Baxter Sarno[7]
- James Marsters este Barnabus Greele[8]
- Camille Mitchell este Vesta